# Moulin-Neuf
Moulin-Neuf é uma comuna francesa na região administrativa da Nova Aquitânia, no departamento Dordonha. Estende-se por uma área de 8,62 km². Em 2010 a comuna tinha 948 habitantes (densidade: 110 hab./km²).